# John G. Van Houten

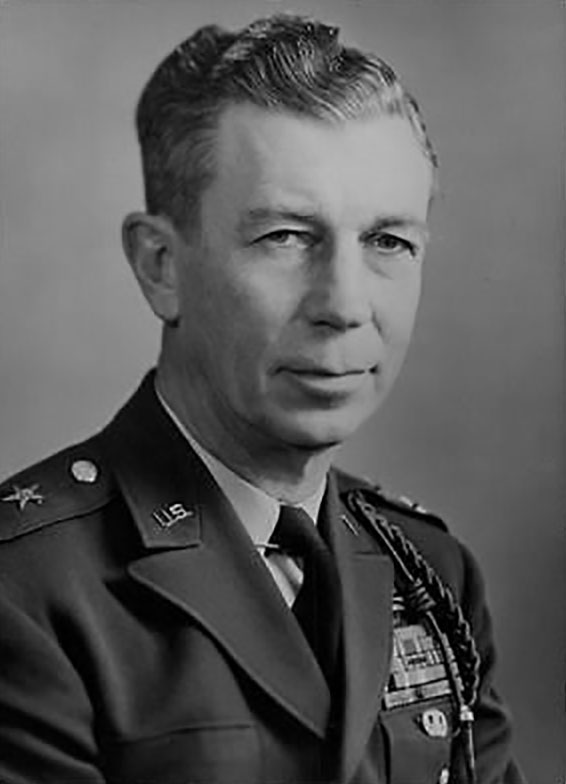
John G. Van Houten

John Gibson Van Houten (* 11. März 1904 im Bibb County, Georgia; † 23. Februar 1974 in Paranaguá, Paraná, Brasilien) war ein Generalmajor der United States Army. Er war unter anderem Kommandeur der 8. Infanteriedivision.

## Leben
Im September 1920 trat Van Houten als einfacher Soldat dem US-Heer bei. Über das ROTC-Programm der University of Georgia, an der er zwischenzeitlich Landwirtschaft studierte, gelangte er im Jahr 1926 in das Offizierskorps des US-Heeres. In der Armee durchlief er anschließend alle Offiziersränge vom Leutnant bis zum Zwei-Sterne-General. Im Lauf seiner militärischen Karriere absolvierte Van Houten verschiedene Kurse und Schulungen. Dazu gehörten unter anderem der Infantry Company Officers Course (1930), das Command and General Staff College (1941) und das National War College (1949).
In seinen jüngeren Jahren absolvierte er den für Offiziere in den niederen Rangstufen üblichen Dienst in unterschiedlichen Einheiten und Standorten. Dazu gehörten auch Aufgaben als Stabsoffizier in verschiedenen Hauptquartieren. Vor dem Zweiten Weltkrieg diente er in unterschiedlichen Funktionen bei mehreren Infanterieeinheiten in den Vereinigten Staaten. Am 30. Juni 1936 erreichte er den Rang eines Hauptmanns.
Während des Zweiten Weltkriegs war er zunächst Stabsoffizier bei der 35. Infanteriedivision. Zwischen dem 8. Oktober und dem 31. Dezember 1944 kommandierte Van Houten das 60. Infanterieregiment, das der 9. Infanteriedivision unterstand, bei der Van Houten zuvor seit August 1944 Stabschef gewesen war. Damit gehörte er den Truppen an die von Frankreich aus nach Deutschland vorstießen. Er war dabei in teils schwere Kämpfe verwickelt wozu auch die Schlacht im Hürtgenwald gehörte. Nach Kriegsende setzte er seine Offizierslaufbahn fort.
Nach zwischenzeitlichen vorübergehenden Beförderungen wurde Van Houten am 1. August 1950 zum permanenten Oberst befördert. Zur Zeit des Koreakriegs war er im Jahr 1950 mit dem Wiederaufbau der United States Army Rangers beauftragt. Diese operierten damals erstmals auch als Luftlandetruppen. Für seine Verdienste um die Rangers wurde Van Houten später in deren Hall of Fame aufgenommen.
Zwischen November 1954 und Januar 1956 kommandierte John Van Houten, inzwischen als Generalmajor, die 8. Infanteriedivision, die damals noch in Fort Carson in Colorado und noch nicht in Deutschland stationiert war. Daran schloss sich eine Versetzung nach Washington, D.C. an, wo er zwischen dem 6. Februar 1956 und Mai 1959 den Heeresbezirk um die Bundeshauptstadt (United States Army Military District of Washington) kommandierte. Später war er in Washington D.C. als Armeeoffizier Mitglied einiger Aufsichtsorgane (Army Council of the Review Boards). Zum 30. Juni  1961 schied er aus dem aktiven Militärdienst aus.
Er starb am 23. Februar 1974 in Brasilien und wurde auf dem Fort Sam Houston National Cemetery in Texas beigesetzt.

## Orden und Auszeichnungen
John Van Houten erhielt im Lauf seiner militärischen Laufbahn unter anderem folgende Auszeichnungen:
- Army Distinguished Service Medal
- Silver Star
- Legion of Merit
- Bronze Star Medal
- Air Medal
- European-African-Middle Eastern Campaign Medal
- World War II Victory Medal
- National Defense Service Medal
- Kriegskreuz (Belgien)